# Książęta briańscy
Księstwo briańskie wyodrębniło się w 1246 roku po upadku księstwa czernihowskiego na skutek podbojów tatarskich. W 1246 roku Roman Michajłowicz Stary przeniósł tron czernihowski do Briańska. Księstwo upadło w 1430 roku.
| Imię                            | Daty panowania   |
| ------------------------------- | ---------------- |
| Roman Michajłowicz Stary        | (1246–1288)      |
| Oleg Romanowicz                 | (1288–1290/1307) |
| Światosław Glebowicz smoleński  | (1309–1310)      |
| Wasyl Aleksandrowicz smoleński  | (1309–1314)      |
| Gleb Światosławowicz smoleński  | (1310–1340)      |
| Dymitr Aleksandrowicz smoleński | (1314–po 1340)   |
| Dymitr Romanowicz smoleński     | (1340–?)         |
| Dymitr Starszy Olgierdowic      | (1356–1379)      |
| Michał Zygmuntowicz             | (1440–1448)      |